# TLA Players Championship
El TLA Players Championship fue un torneo masculino de golf que integraba el calendario del Tour de las Américas, la principal gira de golf profesional de América Latina. Se celebró en varios campos diferentes en el balneario de Acapulco en México desde 2002 hasta 2012.
Desde 2005, el torneo se jugó con un formato de 54 hoyos (3 rondas), después de haber sido originalmente realizado a 72 hoyos (4 rondas).
| Year | Venue                      | Winner                | Score         | Runner(s)-up                   |
| ---- | -------------------------- | --------------------- | ------------- | ------------------------------ |
| 2009 | Fairmont Acapulco Princess | Luciano Dodda         | 192 (-18)PO   | Julián Etulain                 |
| 2009 | Fairmont Pierre Marqués    | Eduardo Herrera       | 200 (-16)PO   | Jaime Clavijo                  |
| 2008 | Fairmont Acapulco Princess | Rafael Gómez          | 200 (-10)     | Raúl Sanz                      |
| 2007 | No se realizó              | No se realizó         | No se realizó | No se realizó                  |
| 2006 | Mayan Palace               | Julio Zapata          | 197 (-19)     | Miguel Fernández, Fabián Gómez |
| 2005 | Fairmont Pierre Marqués    | Antonio Serna         | 205 (-11)     | Miguel Rodríguez               |
| 2004 | Fairmont Acapulco Princess | Rafael Ponce          | 260 (-20)     | Rodolfo González               |
| 2003 | Fairmont Acapulco Princess | José Octavio González | 263 (-17)     | Miguel Fernández               |
| 2002 | Fairmont Acapulco Princess | Roberto Coceres       | 263 (-17)     | César Monasterio               |